# هیتن تموانی
هیتن تجوانی بازیگر تلویزیونی هندی است  که به خاطر بازی در چندین سریال داستانی شناخته می‌شود.  
تجوانی در یک خانواده هندوی سندی متولد شد. 
او در 29 آوریل  با گوری پرادان همبازی خود در فیلم زمانی خشو هم عروس بود ازدواج کرد.   او در مصاحبه‌ای فاش کرد که قبلاً یک بار ازدواج کرده، اما در سال ۲۰۰۱ طلاق دردناکی را پشت سر گذاشته است. 

## فیلم شناسی
| سال  | فیلم                   | نقش           |
| ---- | ---------------------- | ------------- |
| ۲۰۰۳ | پارک دونده‌ها           | آکاش          |
| ۲۰۰۴ | کلبه کریشنا            | آکشی          |
| ۲۰۰۷ | انور                   | ادیت          |
| ۲۰۱۴ | سرگرمی                 |               |
| ۲۰۱۵ | ثدا لطف ثدا عشق        | جومرو         |
| ۲۰۱۶ | بازی‌های عاشقانه        | گوراو آستانه  |
| ۲۰۱۶ | شورگل                  | سلیم          |
| ۲۰۱۶ | سانساین                | سی کی بیر     |
| ۲۰۱۹ | کالانک                 | احمد          |
| ۲۰۱۹ | موددا ۳۷۰ جامو و کشمیر | سورج          |
| ۲۰۲۰ | اونکاهی                | آبهیمانیو     |
| ۲۰۲۱ | صلح نوبل               | شلوک منهاس    |
| ۲۰۲۲ | ارد                    | ساتیا         |
| ۲۰۲۲ | جوگی                   | بازرس لالی    |
| ۲۰۲۳ | زندگی شطرنجی           | سیدهارت       |
| ۲۰۲۵ | سنگاوی و پسران         | اسمیت سنگهاوی |